# Lăng Xuyên
Lăng Xuyên (chữ Hán giản thể: 陵川县, âm Hán Việt: Lăng Xuyên huyện) là một huyện thuộc địa cấp thị Tấn Thành, Tấn Thành, tỉnh Sơn Tây, Cộng hòa Nhân dân Trung Hoa. Huyện Lăng Xuyên có diện tích 1751 km², dân số năm 2003 là 250.000 người.
Huyện Lăng Xuyên được chia thành 7 trấn, 5 hương. Huyện Lăng Xuyên có mã số bưu chính 048300